# Nemoura wittmeri
Nemoura wittmeri är en bäcksländeart som beskrevs av Peter Zwick 1975. Nemoura wittmeri ingår i släktet Nemoura och familjen kryssbäcksländor. Inga underarter finns listade i Catalogue of Life.